# Eric Wynalda
Eric Boswell Wynalda (ur. 9 czerwca 1969 w Fulerton) – amerykański piłkarz grający na pozycji napastnika.
Pierwszym profesjonalnym klubem Wynaldy był San Francisco Bay Blackhawks, w którym grał w latach 1990–1992, a ostatnim Chicago Fire, w którym występował w 2001. Poza Stanami Zjednoczonymi reprezentował barwy dwóch klubów niemieckich – Saarbrücken (1992–1994) i VfL Bochum (1994–1996), San Jose Clash (1996–1998), meksykańskiego Club León (1999), Miami Fusion (1999) i New England Revolution (2000).
W reprezentacji Stanów Zjednoczonych rozegrał 107 meczów, strzelił 34 bramki. Trzy razy wystąpił na mistrzostwach świata (1990, 1994, 1998). Strzelił w nich jedną bramkę (z rzutu wolnego w meczu przeciwko Szwajcarii na MŚ 1994).